# Geneva Bible

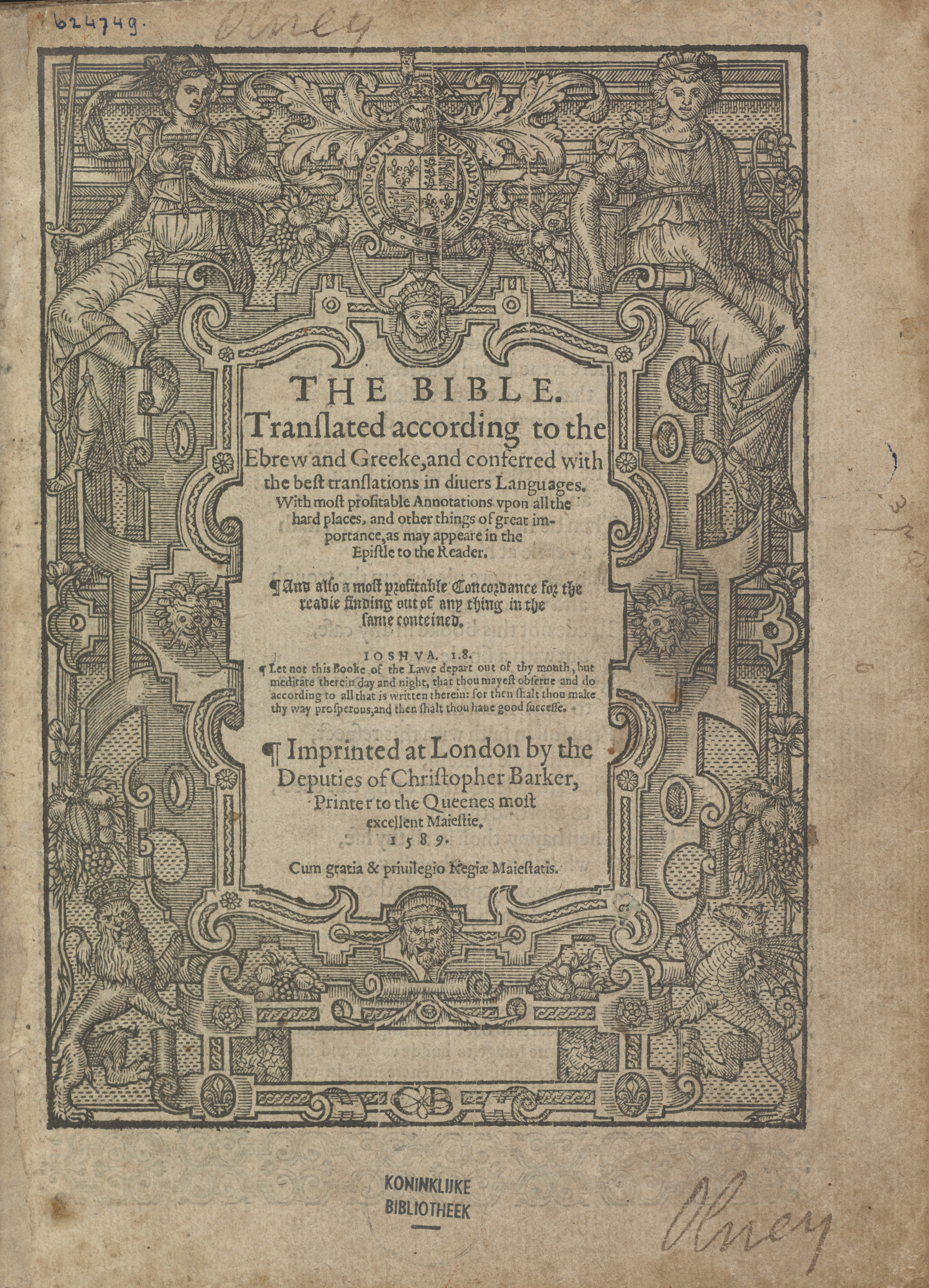
Exemplaar van de Geneva bible in de Koninklijke Bibliotheek

De Geneva Bible (Genève-bijbel of Geneefse Bijbel) is een Engelse Bijbelvertaling met aantekeningen waarvan in 1560 in Genève de eerste volledige editie gepubliceerd werd. De tekst van het Nieuwe Testament is grotendeels overgenomen van William Tyndale. De aantekeningen zijn van calvinistische aard. Daarna zijn nog vele andere edities verschenen.
Deze Engelse Bijbelvertaling is in Genève tot stand gekomen doordat Engelse vluchtelingen een veilig onderkomen vonden in Genève door toedoen van Johannes Calvijn. De tekst is grotendeels overgenomen in de King James Version.
De Genève-bijbel wordt nog steeds gedrukt en gebruikt in de Engelssprekende wereld. Minder bekend is dat de aantekeningen voor een deel ook gepubliceerd zijn in het Nederlands, als onderdeel van het immense commentaar op de Bijbel van Simon Patrick, Matthew Poole en Edward Wells dat in het Nederlands gepubliceerd werd in 1740-1743.